# Carel Coenraadpolder

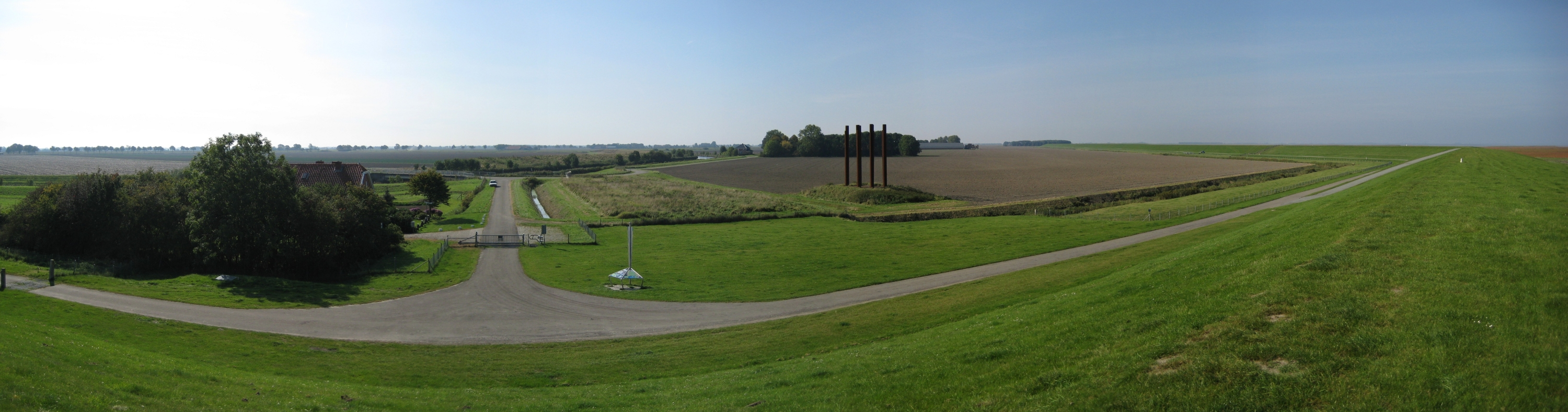
Le Carel Coenraadpolder (2008)

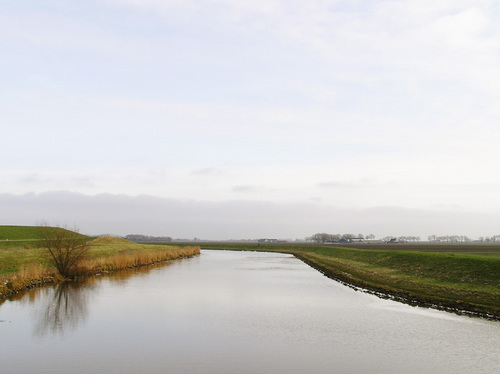
Un canal dans le Carel Coenraadpolder (2007)

Le Carel Coenraadpolder est un polder néerlandais situé dans l'extrême nord-est des Pays-Bas, dans la province de Groningue.
Le polder fait partie de la commune d'Oldambt et est situé sur le Dollard, bras de mer au détriment duquel le polder a été créé. Le polder est situé entre les villages de Woldendorp, Finsterwolde et Nieuwe Statenzijl.
Le Carel Coenraadpolder a été asséché en 1924. Il a été appelé d'après un ancien commissaire de la Reine de la province de Groningue, Carel Coenraad Geertsema. Les terres y sont très fertiles : on y cultive notamment betteraves à sucre, blé et pommes de terre.